# 寬頭尖條鰍
寬頭尖條鰍（學名：Oxynoemacheilus euphraticus），為輻鰭魚綱鯉形目條鰍科尖條鰍屬的其中一種。分布於亞洲土耳其、伊拉克、伊朗間的底格里斯河及幼發拉底河流域，體長可達7.4公分，棲息在河川底層水域，生活習性不明。

## 扩展阅读
維基物種上的相關：寬頭尖條鰍